# Tell Balata
Tell Balata (en árabe: تل بلاطة‎) es un yacimiento arqueológico de una antigua ciudad cananea-israelita ubicado en Cisjordania, Palestina. El área residencial de Balata, un suburbio de la ciudad de Nablus, se extiende sobre aproximadamente un tercio del tell y se asoma a una vasta llanura hacia el este.
El pueblo palestino de Salim (el bíblico Salem) se encuentra a 4,5 kilómetros al 
este.
El yacimiento fue listado por la UNESCO como parte del Inventario de Patrimonio Cultural y Natural de Potencial Valor Excepcional Universal en Palestina. La ciudad estuvo habitada de manera intermitente durante unos 4.000 años y los expertos calculan que las torres y edificios del yacimiento tienen al menos 5.500 años, datando del Calcolítico y de la Edad del Bronce. Diversas fuentes la asocian con la histórica capital israelita de Siquem.

## Denominación actual
Tell es la palabra árabe y hebrea para denominar a un montículo bajo el que se encuentra un yacimiento arqueológico.
Balata es el nombre de una antigua aldea árabe ubicada sobre el tell, así como del cercano campamento de refugiados palestinos de Balata, establecido en 1950. Los habitantes locales han mantenido el nombre y lo han seguido usando tanto para el pueblo como para la colina (y para el campamento de refugiados posteriormente).
Hay una teoría que afirma que balata deriva de la palabra aramea Balut, que significa bellota; otra teoría sostiene que es una derivación de época bizantina de la palabra griega platanos, que significa terebinto, un tipo de árbol que crecía alrededor del manantial de Balata. La comunidad samaritana local ha conocido tradicionalmente el sitio como 'El Roble Santo' o 'El Árbol de la Gracia'.

## Historia
Aunque se han encontrado restos que indican que la zona se encontraba habitada ya durante la Edad del Cobre, hace unos 6.000 años, la ciudad propiamente dicha se construyó en torno al segundo milenio antes de Cristo, entre los años 1.700 y 1.200 a. C. La ciudad aparece citada tanto en los textos de Ebla, del tercer milenio antes de Cristo, como en fuentes egipcias y en la Biblia. Se cree que fue un importante eje de comunicaciones debido a su ubicación en el extremo oriental del paso entre los montes Guerizín y Ebal, asomándose a la llanura de Askar. Las pruebas arqueológicas indican que la ciudad no se mantuvo habitada de manera ininterrumpida, sino que hubo cuatro periodos principales de asentamientoː una primera fase durante el Calcolítico (4.000-3.500 a. C.), un segundo periodo durante la Edad del Bronce (en la que se creó la ciudad fortificada), una tercera durante la Edad del Hierro (de la que datan las casas) y una cuarta correspondiente al periodo helenístico. La ciudad helenística fue fundada a finales del siglo IV a. C. y se extendía sobre una superficie de 6 hectáreas. Las estructuras encontradas contienen evidencias de haber sufrido un daño considerable en torno al año 190 a. C., lo que se atribuye a la conquista de Palestina por parte de Antíoco III el Grande, tras lo que la ciudad quedó finalmente destruida. Tras el periodo helenístico, la población se trasladó hacia el oeste de Tell Balata, a la ciudad romana de Flavia Neapolia (Nablus).

### Asociación con el antiguo Siquem

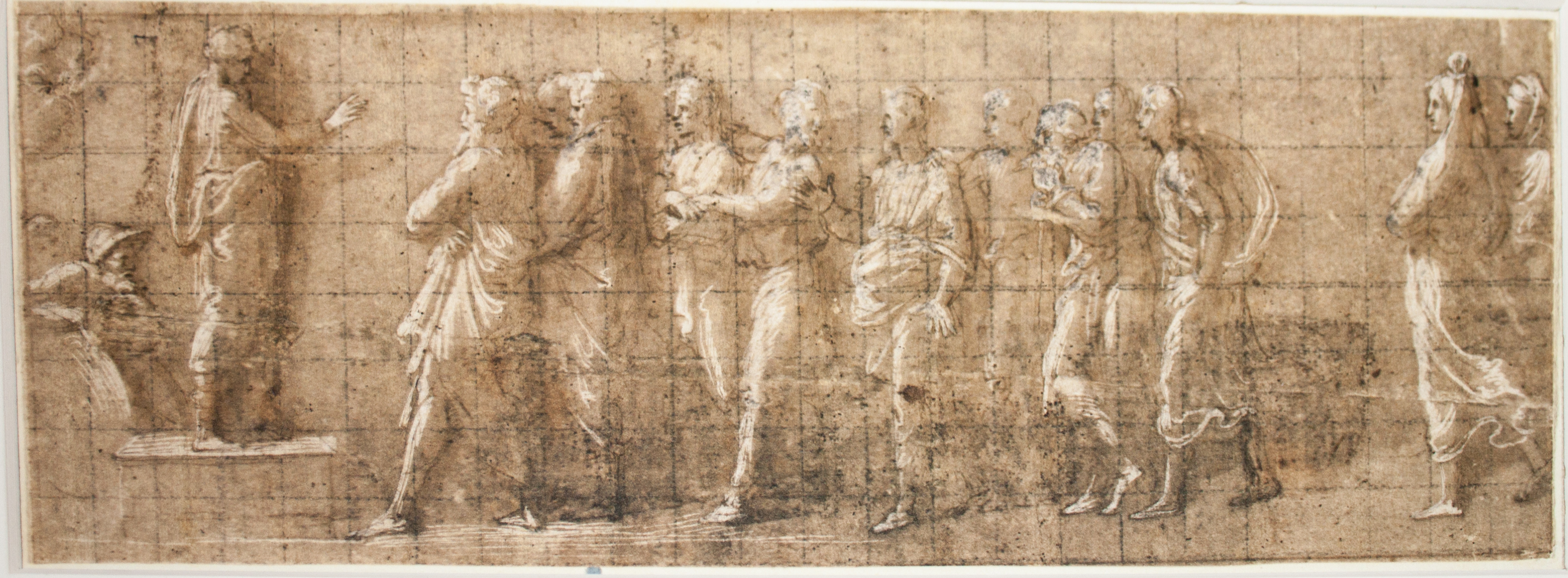
Josué dirigiéndose a los israelitas en Siquem (obra de Rafael)

Tell Balata se ha asociado tradicionalmente con la bíblica ciudad samaritana de Siquem, de la que Flavio Josefo dijo que había sido destruida por Juan Hicarno I, basándose pruebas circunstanciales como su localización y la existencia de evidencias de que estuvo habitada durante la Edad del Bronce tardía y la temprana Edad del Hierro. Tell Balata se encuentra en un paso de montaña ubicado entre el Monte Guerizín y el Monte Ebal, lo que casa bien con la descripción geográfica de Siquem proporcionada por la Biblia. No se ha encontrado ninguna inscripción in situ que apoye esta conclusión, y otros lugares también han sido identificados como las posibles ubicaciones del bíblico Siquem. Por ejemplo, Y. Magen coloca la ciudad en un lugar cercano, en el Monte Guerizín, en una área que se extiende por unas 30 hectáreas.

## Arqueología
El primer equipo que excavó el yacimiento fue un grupo alemán dirigido por Ernst Sellin entre 1913 y 1914 bajo los auspicios del Imperio Otomano. Su trabajo se vio interrumpido por la Primera Guerra Mundial, aunque Sellin lo volvió a retomar en 1926 y el equipo permaneció allí hasta 1934, dirigido en sus últimas etapas por G. Welter. Sin embargo, gran parte de la documentación recopilada se perdió por los bombardeos aliados durante la Segunda Guerra Mundial.

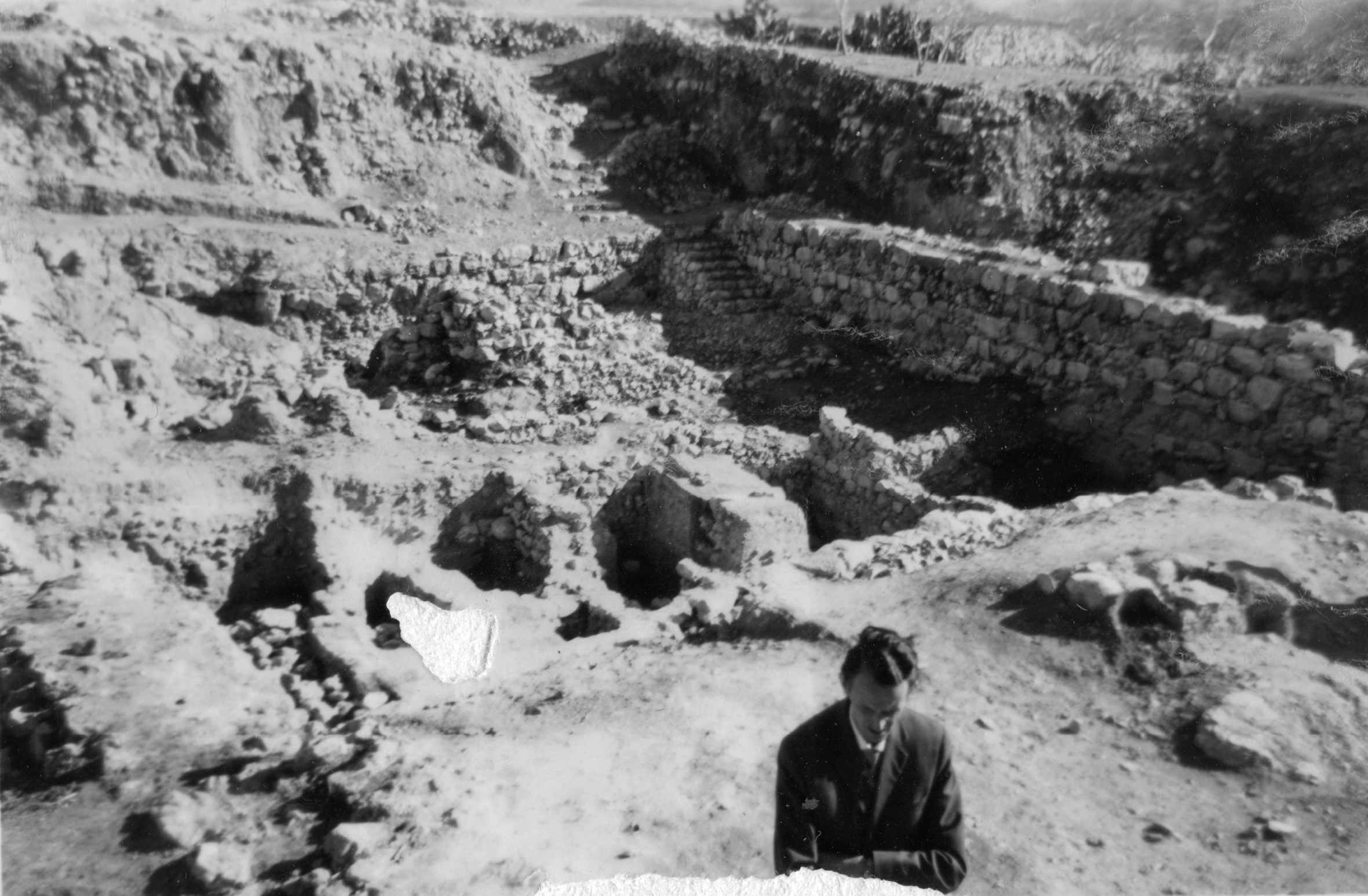
Excavaciones de Siquem (1961)

La American School of Oriental Research, de la Universidad Drew, en asociación con el McCormick Theological Seminary, llevaron a cabo excavaciones en Tell Balata durante ocho temporadas entre 1956 y 1964, mientras Cisjordania permanecía bajo ocupación jordana. Entre los arqueólogos que participaron en esta expedición se encontraban Nancy y Paul Lapp, Albert Glock, Lawrence Toombs, Edward Campbell, Robert Bull, Joe Seeger y William G. Dever. Entre 2010 y 2012 se desarrollaron excavaciones por parte de arqueólogos palestinos en colaboración con la UNESCO y estudiantes de la Universidad de Leiden, en los Países Bajos, como parte de una iniciativa conjunta financiada por el gobierno holandés, que también acondicionó el yacimiento para su explotación turística.
Un informe publicado en 2002 y basado en pruebas estratigráficas y arquitectónicas de Tell Balata indica que hubo un lapso en la ocupación del asentamiento desde el final de la Edad del Bronce (aprox. 1150 a. C.) hasta la temprana Edad del Hierro II (aprox. 975 a. C.). Se ha encontrado en el yacimiento un pequeño altar cuadrangular similar a los encontrados en otros yacimientos de la Edad del Hierro como Tel Arad y Tel Dan, y que podría haber sido utilizado para la quema de incienso.
En Tell Balata se ha encontrado una de las monedas más antiguas de Palestina, una moneda macedonia de electro que data de cerca del año 500 a. C. Hay pruebas de que el yacimiento estuvo también habitado durante el periodo helenístico y hasta finales del siglo II a. C.

## Yacimiento

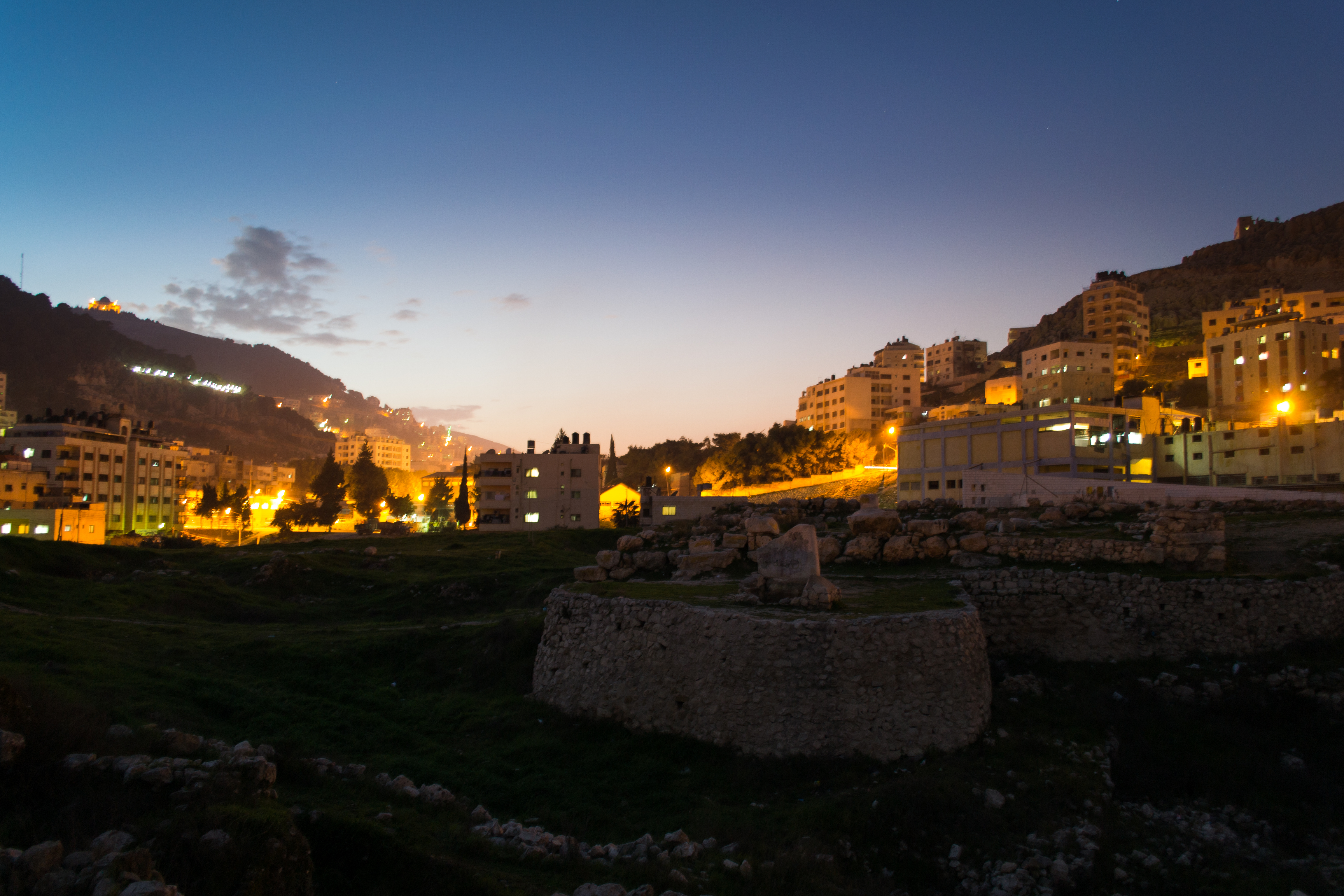
Excavaciones en Tell Balata

En el yacimiento de Tell Balata se pueden observar distintas partes del antiguo asentamientoː 
- La murallaː aunque solo se ha excavado una parte de la muralla que rodeaba la ciudad, se calcula que tendría unos 9 metros de alto y que fue construida alrededor del 1.700 a. C.[9]
- La puerta noroccidentalː aunque la piedra fundacional de la puerta noroccidental ha sobrevivido, queda poco de la estructura superior, hecha con ladrillo de arcilla.[9]
- El ala oesteː en el ala oeste de la puerta noroccidental hubo probablemente un santuario o un templo que pertenecerían a un palacio. Las bases de dos columnas proporcionan una pista sobre su uso, una de las cuales todavía se puede observar.[9]
- Los patios sagradosː hay una gran muralla que separa una serie de estructuras del resto de la ciudad. Se han encontrado los restos de una sala de recepción tras los cuales hay una serie de patios que se cree que fueron sagrados.[9]
- El templo-fortalezaː al sur de la puerta hubo otro templo con enormes paredes de unos 5 metros de grosor. Unos pilares "aflautados" que pertenecieron a este templo representan un estilo egipcio usado durante el Imperio Medio, un estilo muy difícil de encontrar fuera del propio Egipto.[9]
- La puerta orientalː al este de las casas particulares se encontraba una segunda puerta, junto a la que se hallaba una torre y cerca de la cual se han hallado un altar con cuernos de la Edad del Hierro y una gran cantidad de herramientas y armas de bronce.[9]
- Casas particularesː se han encontrado restos de cerámica de la ciudad de Samaria en las casas particulares de la Edad del Hierro, así como sellos asirios, inscripciones de sellos hebreos contemporáneos y 35 tetradracmas de época ptolemaica (193 a. C.).[9]

## Turismo
Los restos de la principal puerta de la muralla cananea, que data aproximadamente del año 1.600 a. C., todavía están en pie. Los visitantes pueden cruzar esta puerta y dos salas más para acceder a los restos de la ciudad propiamente dicha. A una corta distancia se encuentra el templo, con una estela de piedra sobre una plataforma exterior. Además, también se puede visitar una seguna puerta monumental, las enormes murallas de la ciudad, el palacio del gobernador con un pequeño templo privado, garitas, casas particulares y una cocina. Aparte de los restos arqueológicos, hay un pequeño museo adyacente y mapas del yacimiento a disposición de los visitantes.
El yacimiento se encuentra abierto a los visitantes todos los días del año. De domingo a jueves, el horario de apertura es de 8 de la mañana a 3 de la tarde; viernes y sábados, el yacimiento está abierto al público de 10 de la mañana a 3 de la tarde. Las entradas cuestan 10 NIS para los visitantes normales y 7 NIS para los estudiantes, siendo gratuitas para los habitantes del barrio de Balata. Se pueden obtener mapas, información de contacto y de cómo llegar en la página web oficial de Tell Balata.